# Witkapnoddy
De witkapnoddy (Anous minutus) is een zeevogel uit de familie van de meeuwen (Laridae) en de geslachtengroep sterns Sternini. De soort lijkt op de noddy (Anous stolidus), maar de witkapnoddy heeft een donkerder verenkleed, een lichtere kap, een kortere staart en een rechtere snavel.

## Verspreiding en leefgebied
De witkapnoddy komt over de hele wereld voor boven oceanen in zowel de tropen als subtropen. De kolonies bevinden zich voornamelijk op eilanden in de Grote Oceaan, maar zijn ook te vinden in het Caraïbisch gebied. Dit betreft voornamelijk de bovenwindse eilanden (zoals Sint Maarten), op de benedenwindse eilanden komt de witkapnoddy alleen als dwaalgast voor.
Verder bestaat het broedgebied uit eilanden in het tropische deel van de Atlantische Oceaan en het noordoostelijke gedeelte van de Indische Oceaan.
De soort telt zeven ondersoorten:
- A. m. worcesteri: Cavili en de Tubbataha-riffen in de Suluzee.
- A. m. minutus: van noordoostelijk Australië en Nieuw-Guinea tot Tuamotu.
- A. m. marcusi: van Marcus en Wake via Micronesia tot de Carolinen.
- A. m. melanogenys: Hawaï.
- A. m. diamesus: Clipperton (nabij westelijk Mexico) en de Cocoseilanden (nabij westelijk Costa Rica).
- A. m. americanus: de eilanden in de Caraïben.
- A. m. atlanticus: de tropische zuidelijke Atlantische eilanden.

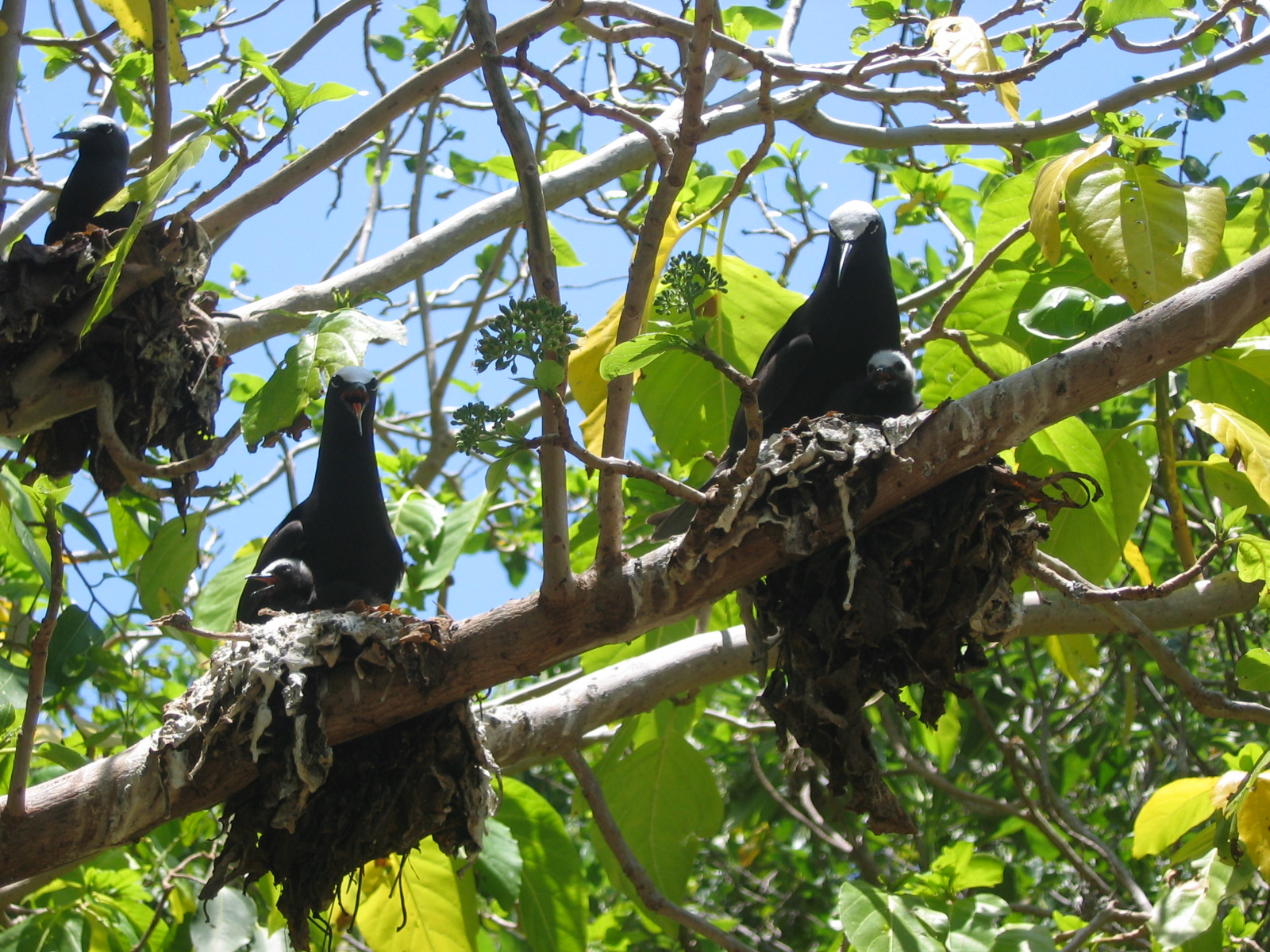
Broedende witkapnoddy's op Heroneiland

## Voortplanting
Het nest van de witkapnoddy wordt gebouwd op boomtakken door een opeenstapeling van uitwerpselen en bladeren. Ieder broedseizoen wordt er een ei per broedpaar gelegd en de nesten worden gedurende opeenvolgende broedseizoenen hergebruikt. De vogels zijn gewoonlijk binnen een straal van 80 km van hun broedkolonie te vinden. Ze overnachten altijd op land, dat kan in hun broedkolonie zijn, maar ook op enig ander eiland binnen hun bereik.

## Status
De grootte van de populatie is in 2019 geschat op 1,3 miljoen volwassen vogels. Op de Rode lijst van de IUCN heeft deze soort de status niet bedreigd.